# Acido α-parinarico
L'acido α-parinarico è un acido grasso coniugato omega 3 con 18 atomi di carbonio e 4 doppi legami in configurazione cis, trans, trans, cis, descritto in notazione delta come 18:4Δ9c,11t,13t,15c.
Si può trovare tra i lipidi di origine vegetale in particolare nell'olio di semi di Impatiens balsamina (Balsaminaceae), che ne può contenere oltre il 30%, Sebastiana brasiliensis (Euphorbiaceae) (~20%), Parinarium laurinum o altre Chrysobalanaceae ( ~50%).
Deve il suo nome alla sua scoperta nel 1933 da parte di Tsujimoto e Koyanagi nell'olio di Parinarium laurinu 
L'alternanza di doppi legami coniugati conferisce all'acido α-parinarico una specifica fluorescenza che lo rende sfruttabile come sonda molecolare e negli studi sulle interazioni lipide-lipide e proteina-lipide.

## Biosintesi
Negli oli che contengono acido α-parinarico tipicamente si possono trovare anche alte concentrazioni di acido α- linolenico e/o suoi isomeri come l'acido α-eleostearico (18:3Δ9c,11t,13t). L'enzima responsabile per la creazione di 2 doppi legami coniugati al posto di un singolo doppio legame è chiamato coniugasi. Questo enzima è considerato una variante degli enzimi desaturasi.

## Effetti sulla salute
Come per altri acidi grassi coniugati, all'acido α-parinarico viene attribuita un'attività antitumorale che si esprime con una specifica citotossicità verso le cellule tumorali della leucemia, del glioma.